# 49P/Arend-Rigaux

49P/Arend-Rigaux es un cometa periódico que se encuentra nuestro sistema solar. Fue descubierto por los astrónomos Sylvain Arend y Fernand Rigaux, del Observatorio real de Bélgica, en Uccle, el 5 de febrero de 1951.